# Дансилхлорид
Дансилхлорид (5-(диметиламино)нафтален-1-сульфонил хлорид, англ. Dansyl chloride) — химическое соединение, которое взаимодействует с первичными аминогруппами алифатических и ароматических аминов, образуя при этом стабильные флуоресцентные сульфониламидные производные синего или сине-зелёного цвета.
Дансилхлорид широко используется для модификации аминокислот, особенно при секвенировании белков и анализе аминокислот.
Флуоресценция сульфониламидных аддуктов может быть усилена в присутствии циклогептаамилозы. Дансилхлорид нестабилен в диметилсульфоксиде, который нельзя использовать для приготовления растворов данного реагента. 
Коэффициент экстинкции дансилхлоридных производных аминокислот играет важную роль для определения концентрации производного в растворе. Дансилхлорид представляет собой один из простейших сульфониламидных производных и часто используется в качестве начального реагента для синтеза других производных.
Для всех исследований, описанных ниже, длину волны поглощение принимают как максимум между 310 и 350 нм.
| Вид        | Коэффициент экстинкции [1/M * 1/см] | Ссылка | Примечания                                                                                        |
| ---------- | ----------------------------------- | --- | ------------------------------------------------------------------------------------------------- |
| DNSC-белок | 3300                                | Hartley, BS; V Massey. The active center of chymotrypsin: 1. Labelling with a fluorescent dye (англ.) // Biochimica et biophysica acta : journal. — 1956. — Vol. 21. — P. 58—70. — doi:10.1016/0006-3002(56)90093-2. | Для DNSC-белковых конъюгатов. Применяют для определения уровня мечения химотрипсина и овальбумина |
| DNSC       | 4350                                | Chen, R. F. Dansyl labeled proteins (англ.) // Analytical Biochemistry : journal. — 1968. — Vol. 25. — P. 412—416. — doi:10.1016/0003-2697(68)90116-4.                                                               | В бикарбонатном буфере; максимум смещается к ~315 нм                                              |
| DNSC       | 4550                                | Weber, G. Polarized fluorescence of Protein Conjugates (англ.) // Biochemical journal : journal. — 1952. — Vol. 51. — P. 145—155.                                                                                    | В водной среде; максимум смещается к 312 нм                                                       |
| DNSA       | 4050                                | Weber, G. Polarized fluorescence of Protein Conjugates (англ.) // Biochemical journal : journal. — 1952. — Vol. 51. — P. 145—155.                                                                                    | В 60 % этаноле; измеряют на 329 нм                                                                |
| DNSC       | 4000                                | Molecular Probes Handbook: Coumarins, Pyrenes and Other Ultraviolet Light–Excitable Fluorophores (Section 1.7). Дата обращения: 12 июня 2009. Архивировано 11 апреля 2012 года.                                      | Условия не указаны                                                                                |

## Получение
Дансилхлорид может быть синтезирован при взаимодействии соответствующей кислоты с избытком оксихлорида фосфора (POCl3) при комнатной температуре.